# Skythia Mons
Lo Skythia Mons è una struttura geologica della superficie di Io.